# Miss Îles Vierges britanniques
Miss Îles Vierges britanniques est un concours de beauté féminine, destiné aux jeunes femmes habitantes et de nationalité vierge britannique.
La sélection permet de représenter le pays au concours de Miss Univers.

## Miss British Virgin Islands
- 1977  Andria Dolores Norman
- 1979  Eartha Ferdinand
- 1980  Barbara Enola Stevens
- 1981  Carmen Nibbs
- 1982  Luce Dahlia Hodge
- 1983  Anna Maria Joseph
- 1984  Donna Patricia Frett
- 1985  Jennifer Leonora Penn
- 1986  Shereen Desmona Flax
- 1987  Sandy Michelle Harrigan
- 1988  Nelda Felecia Farrington
- 1989  Viola Marguerite Joseph
- 1990  Jestina Hodge
- 1991  Anne Lennard
- 1992  Alicia Burke
- 1993  Rhonda Hodge
- 1994  Delia Jon Baptiste
- 1995  Elaine Patricia Henry
- 1996  Linette Smith
- 1997  Melinda Penn
- 1998  Kaida Donovan
- 1999  Movel Lewis
- 2000  Tausha Vanterpool
- 2001  Kacy Frett
- 2002  Anastasia Tonge
- 2003-2009  Did not participate
- 2010  Josefina Nunez
- 2011  Sheroma Hodge
- 2012  Abigail Hyndman
- 2013 Sharie de Castro